# Mobile Hi-Vision CAM Wooo

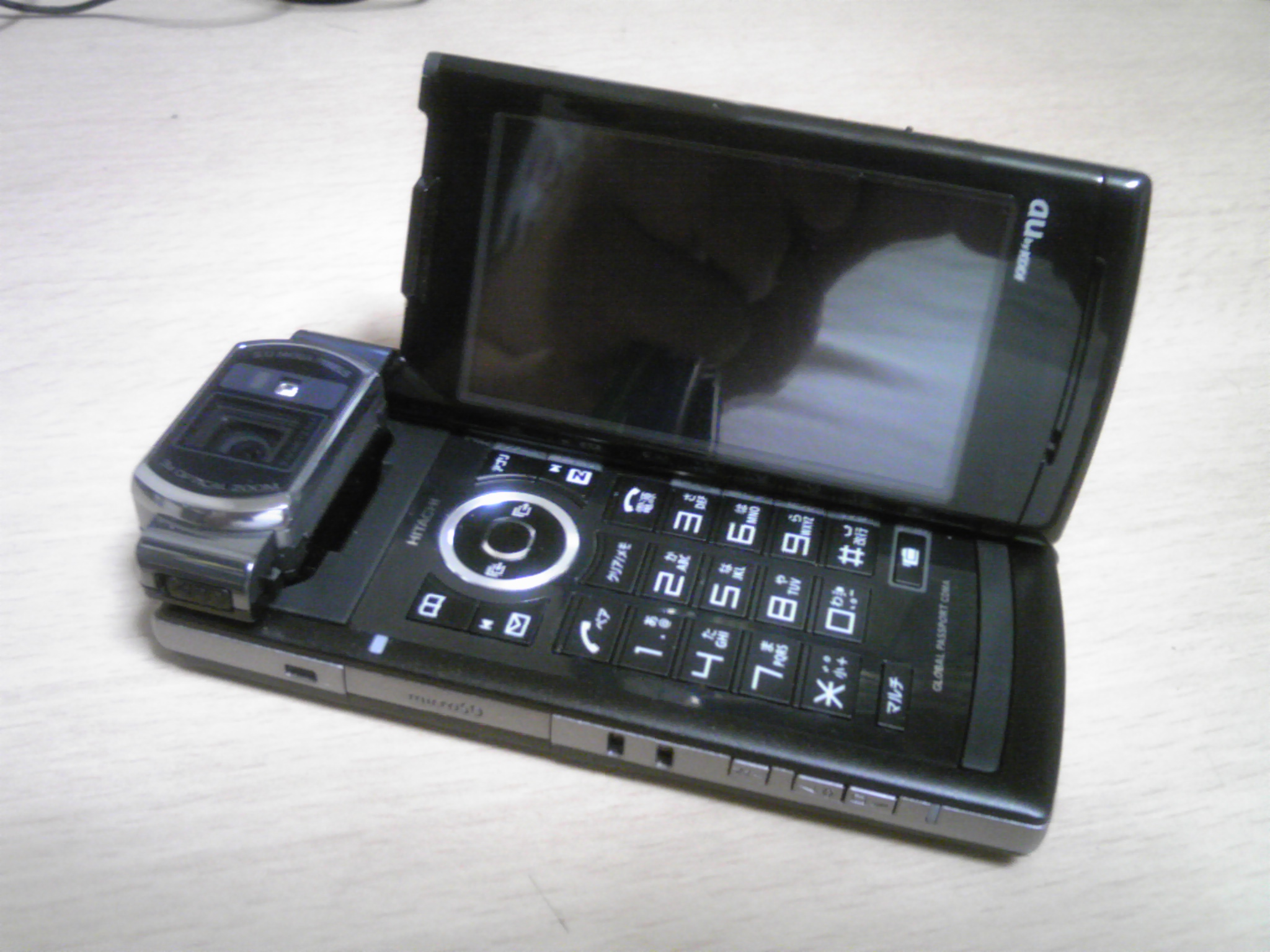
横オープン状態

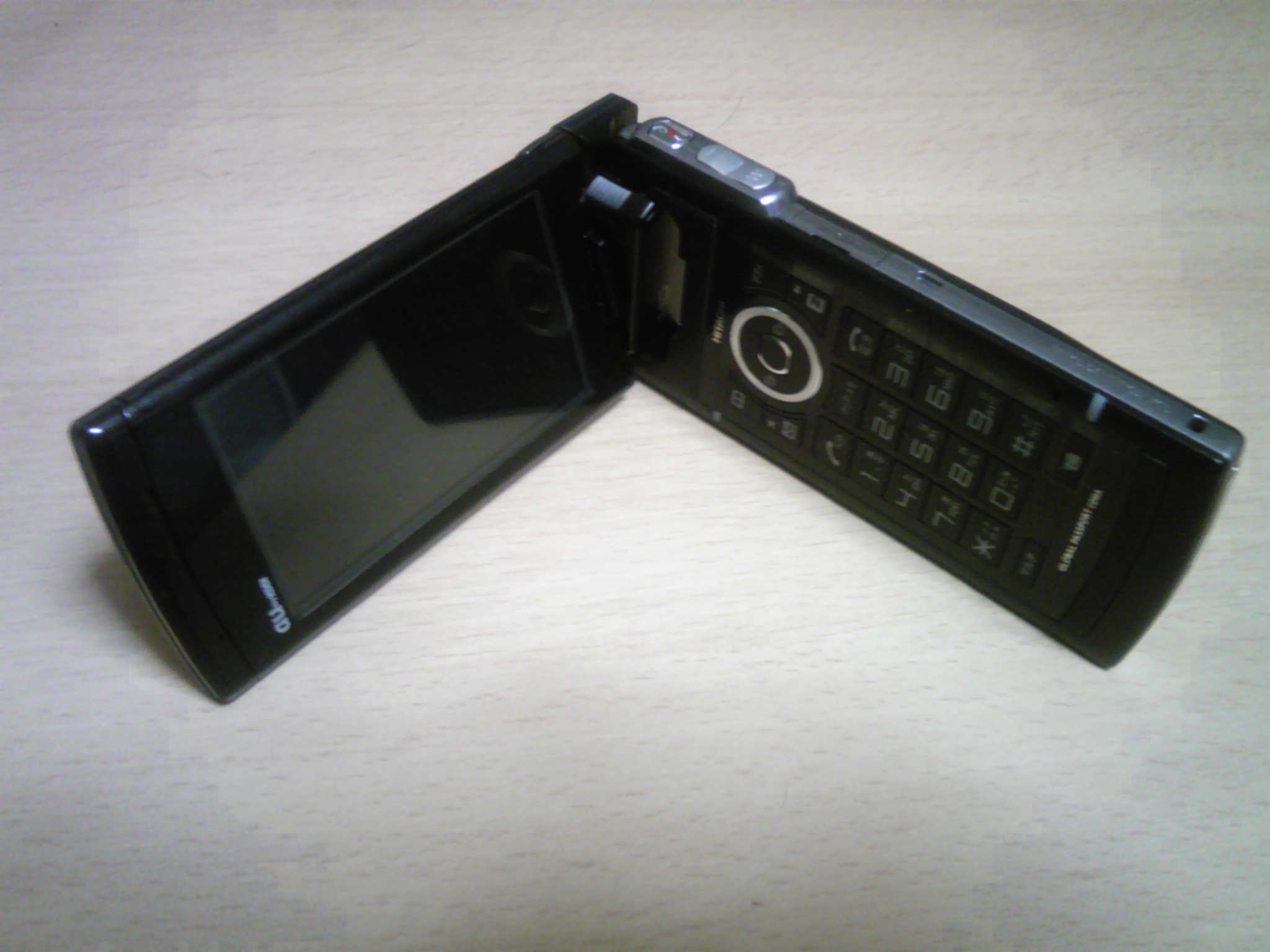
ムービーオープン状態

Mobile Hi-Vision CAM Wooo(モバイル ハイビジョン カム ウー)は、日立コンシューマエレクトロニクス（←日立製作所）およびカシオ日立モバイルコミュニケーションズ（現・日本電気）によって開発された、auブランドを展開するKDDIおよび沖縄セルラー電話のCDMA 1X WIN対応音声用端末である。製造型番はHIY01（えいちあいわい ぜろいち）。
2011年9月30日に、外部からの強い力によりバッテリーパックより発煙や融解があるとして回収・交換を発表した。出荷台数の約15万台の内、現在稼働中の約10万台については新しいバッテリーパックが送付され、解約や機種変更時に回収ができていなかった対象者へは、案内文が送付される予定である。

## 概要
国内向け携帯電話としては初めて1280×720画素、最高30fps、ステレオ音声記録によるハイビジョンムービーが撮影可能で、更に携帯電話としては世界初となるHDMI端子 (HDMI Mini Connector) 搭載により、本機で撮影したハイビジョン映像を手持ちのハイビジョン機器、ならびにPC（パソコン）でも再生することが可能となっている。
また、本機は日立製携帯電話では初めて最大8GBまでのmicroSDHCメモリーカードに対応しているため、最長4時間のハイビジョン動画保存  ができる。また、microSDHCカードを介してPCに動画を転送することができ、付属のPowerDirector体験版や優待価格で販売されるその製品版を利用することで、本機で撮った動画を編集・オーサリングし、更にBD-RやDVD-Rなどにライティング（記録）した後、市販のBDプレイヤーやDVDプレイヤーで再生することができる。
静止画機能では500万画素と携帯電話カメラとしては一般的な水準のカメラ機能ではあるが、前述のハイビジョンムービー撮影の他、2010年5月時点では画質の劣化するデジタルズームではなく、画質の劣化が無い3倍光学ズーム機能を装備した数少ない機種でもある。
この機種のみOK音のテンポが少し速めである。また、内蔵サウンドはカウントダウンタイマー音を除いてH001と同一である。

## 歴史
- 2009年（平成21年）5月25日 - KDDI、および日立製作所（当時）より公式発表。
- 2009年7月30日 - 関西地区にて発売。
- 2009年7月31日 - 上記以外の残りの地区にて発売。
- 2010年（平成22年）3月 - 販売終了。
- 2011年（平成23年）9月30日 - バッテリーパックのリコールを発表。

## 主な機能・サービス
| 主な機能・対応サービス                                                                  | 主な機能・対応サービス                  | 主な機能・対応サービス                                                           | 主な機能・対応サービス                                                    |
| --------------------------------------------------------------------------------------- | --------------------------------------- | -------------------------------------------------------------------------------- | ------------------------------------------------------------------------- |
| LISMO! (着うたフル) (着うたフルプラス) (LISMOビデオクリップ) (LISMO Video) (LISMO Book) | EZケータイアレンジ                      | バーコードリーダー&メーカー                                                      | PCサイトビューアー                                                        |
| au BOX                                                                                  | ワイヤレスミュージック                  | au Smart Sports Run & Walk Karada Manager ゴルフ フイットネス カロリーカウンター | EZナビウォーク                                                            |
| EZ助手席ナビ                                                                            | 安心ナビ                                | 災害時ナビ                                                                       | ナカチェン                                                                |
| EZアプリ FullGame! Bluetooth対戦                                                        | EZアプリ(BREW)                          | オープンアプリプレイヤー                                                         | PCドキュメントビューアー                                                  |
| アレンジメニュー                                                                        | au oneガジェット マルチプレイウィンドウ | じぶん銀行アプリ                                                                 | EZ FM                                                                     |
| EZチャンネル EZチャンネルプラス EZニュースフラッシュ EZニュースEX （Web版のみ対応）     | Bluetooth                               | Touch Message                                                                    | EZFeliCa                                                                  |
| ケータイ de PCメール                                                                    | デコレーションメール                    | デコレーションアニメ                                                             | au one メール                                                             |
| 緊急通報位置通知                                                                        | EZテレビ（ワンセグ）                    | グローバルパスポート (CDMA・GSM)                                                 | 赤外線通信 (irSimple) auフェムトセル (別途、ケータイアップデートにて対応) |

## 不具合および新機能の追加
2010年6月30日に以下の新機能の追加がケータイアップデートにより行われた。
- 宅内用小型基地局「auフェムトセル」に対応した。

## 注
1. ↑  2012年（平成24年）7月23日より利用不可
2. ↑  カメラ部の突起等を含めた場合は25mm。
3. ↑  ハイビジョンムービーを録画する場合はClass4以上を推奨。
4. ↑  機種カタログでの社名表記は日立コンシューマエレクトロニクスとなっている。なお、日立製作所は2009年7月1日より携帯電話を含む通信機器事業、およびAV機器事業を全て日立コンシューマエレクトロニクスに移管した。
5. ↑  au携帯電話「W52CA」、｢EXILIMケータイ W53CA｣、｢Mobile Hi-Vision CAM Wooo｣用の電池パック交換について | 2011年 | KDDI株式会社
6. ↑  長時間モード (HL) 撮影時。
7. ↑  動画の保存形式（フォーマット）は3GPP2（拡張子は3g2）で保存される。
8. ↑  “ハイビジョン撮影携帯「Mobile Hi-Vision CAM Wooo」に 「PowerDirector 8」が対応 はやくてかんたん！HDビデオ編集ソフト | CyberLink”. jp.cyberlink.com. 2021年8月13日閲覧。
9. ↑  W63CA, CA003-007とW63H, H001のOK/NG音は標準のサウンドとなっている。
10. ↑  おためし版としてSCEの『勇者のくせになまいきだ。そして携帯へ…』とセガの『V.R. バーチャレーシング』がそれぞれプリセットされている。
11. ↑  
ケータイアップデートのお知らせKDDI 2010年6月30日